# Rodolfo Halffter
Rodolfo Halffter Escriche (Madrid, 20 oktober 1900 - Mexico-Stad, 14 oktober 1987) was een Spaanse componist.

## Biografie
Halffter werd geboren in Madrid en was in een familie van Spaanse musici, broer van componist Ernesto Halffter en oom van componist Cristóbal Halffter. Zijn vader, Ernesto Halffter Hein, kwam uit Königsberg, Duitsland, en was juwelier van beroep. Zijn moeder, Rosario Escriche Erradón, een Catalaanse, wijdde haar kinderen in in de muziekstudie. En een oom, Ernesto Escriche, was concertpianist, dus het muzikale milieu was niet onbekend in de familie.
Hij studeerde aan het Conservatorium van Madrid, maar als componist was hij autodidact. Hij kreeg advies van Manuel de Falla, die hij voor het eerst zag tijdens een twee maanden durend bezoek aan Granada in 1928. Hij behoorde tot de kring van intellectuelen van die tijd.
Hij behoorde tot de Madrileense kring van intellectuelen uit de jaren dertig en was een actief lid van de groep componisten die bekend staat als de Grupo de los Ocho (de Groep van Acht) of de Grupo de Madrid (de Madrileense Groep). De Spaanse musicus Adolfo Salazar beïnvloedde deze jonge componisten, stimuleerde hun verlangen naar vernieuwing en liet hen kennis maken met de muziek van de Europese avant-garde kunstenaars, zoals Debussy, Schönberg, Ravel, Bartok, enz. Het was in deze periode van zijn leven dat Halffter zijn belangrijkste werken componeerde terwijl hij werkte als muziekcriticus voor de Madrileense krant La Voz, en als muzieksecretaris voor het Ministerie van Propaganda van de Republikeinse regering, voor wiens zaak hij partij koos (in tegenstelling tot zijn broer Ernesto Halffter, die bekend stond om zijn steun aan Francisco Franco), waarvoor hij aan het eind van de Spaanse Burgeroorlog in ballingschap moest gaan. Ook de Grupo de los Ocho werd om deze reden aan het einde van de oorlog ontbonden.
Aan het einde van de Spaanse Burgeroorlog verhuisde Rodolfo Halffter met zijn gezin naar Mexico, omdat hij in 1939 een uitnodiging van de Mexicaanse regering had ontvangen. Hij hield van het land en bleef. Halffter arriveerde in Mexico toen het Mexicaanse nationalisme aan het afnemen was en hij was al een ervaren componist, zodat hij nooit Mexicanismen in zijn muziek verwerkte. Zijn eerste compositie, Dos sonatas de El Escorial (1928), was in 1930 in Madrid uitgevoerd, als eerbetoon aan Antonio Soler. Zijn beroemdste werk uit de jaren dertig is zijn ballet Don Lindo de Almería.
In Mexico werd hij professor in de muziekanalyse aan het Conservatorio Nacional de Música en directeur van de Ediciones Mexicanas de Música. Hij gaf onder andere les aan Mario Lavista. In 1940 richtte hij een balletgezelschap op, het eerste van het land op het gebied van hedendaagse muziek en ballet. In 1946 werd hij benoemd tot directeur van het tijdschrift Nuestra Música waar een manifest werd opgesteld om "Los conciertos de los lunes" (maandagconcerten) op te richten waar eigentijdse werken werden gespeeld en Mexicaanse componisten hun werk konden laten horen. Halffter introduceerde dodecafonische en seriële muziek in Mexico. Hij onderwees deze methode al sinds de jaren 1940 aan enkele van zijn leerlingen, maar paste ze pas in 1953 in zijn eigen composities toe. "Tres piezas para orquesta" was het eerste dodecafonische werk geschreven in Mexico. Zijn dodecafonisme is betrekkelijk tonaal, want hij gebruikt voortdurend melodische, harmonische en akkoordische herhalingen. Zijn activiteit als componist is nooit verslapt en de stijl van de Ocho is nooit uit zijn werken verdwenen, evenals een zeker classicisme in de trant van Domenico Scarlatti en een tendens naar polytonaliteit van harmonische aard.
Vanaf 1963 keerde Halffter herhaaldelijk terug naar Spanje, waar hij belangrijke cursussen gaf in Granada en Santiago de Compostela en deelnam aan de muziekfestivals en concertseizoenen van Cuenca en Madrid. Hij was de winnaar van de Premio Nacional de Bellas Artes in Mexico in 1976. In 1986 ontving hij de Premio Nacional de Música de España (de Spaanse Nationale Muziekprijs).
In overleed in Mexico-Stad op 14 oktober 1987 op 86-jarige leeftijd.